# Suutarinsaari (ö i Södra Savolax, S:t Michel, lat 61,44, long 26,72)
Suutarinsaari är en ö i Finland. Den ligger i sjön Pyhävesi och i kommunen Mäntyharju i den ekonomiska regionen  S:t Michel och landskapet Södra Savolax, i den södra delen av landet, 170 km nordost om huvudstaden Helsingfors. Öns area är 9,1 hektar och dess största längd är 0,5 kilometer i nord-sydlig riktning.